# Fußpunkt-Transformation
Die Fußpunkt-Transformation ist in der Mathematik eine Operation, die aus einer Kurve in der Ebene eine neue Kurve, ihre Fußpunktkurve, bildet.

## Mathematische Darstellung

Fußpunkt-Transformation

Für die Konstruktion der Fußpunktkurve wird in der Ebene ein Punkt (der sog. Pol) {\displaystyle O} gewählt. Eine gegebene Kurve {\displaystyle c} wird dann wie folgt abgebildet: Einem Punkt {\displaystyle P\in c} wird der Fußpunkt {\displaystyle F} des Lotes von {\displaystyle O} auf die Tangente von {\displaystyle c} in {\displaystyle P} zugeordnet.
Die Konstruktion des Bildpunktes lässt sich elementar beschreiben: {\displaystyle F} ist der Schnittpunkt der Tangente zu {\displaystyle c} in {\displaystyle P} mit dem Thaleskreis über {\displaystyle {\overline {OP}}}. Die Tangente an die Fußpunktkurve in {\displaystyle F} ist die Tangente an den Thaleskreis in {\displaystyle F}. Daraus ergibt sich auch die wichtige Erkenntnis, dass nicht die gesamte Kurve bekannt sein muss, um den Bildpunkt zu konstruieren, sondern nur der Punkt selber sowie die Richtung der Tangente.
Die Konstruktion des Bildpunktes lässt sich analytisch beschreiben: Wir legen dazu ein kartesisches Koordinatensystem durch den Pol {\displaystyle O} und denken uns den Punkt {\displaystyle P} durch Koordinaten {\displaystyle (x,y)} gegeben. Die Tangentenrichtung ist durch {\displaystyle y'} festgelegt. Gesucht sind nun die Koordinaten {\displaystyle (x_{1},y_{1})} des Fußpunktes {\displaystyle F}. Wir werden außerdem die Tangentenrichtung
{\displaystyle y_{1}'} der Fußpunktkurve in {\displaystyle F} bestimmen.
Da der Punkt {\displaystyle F} auf der Tangenten zu {\displaystyle c} durch {\displaystyle P} sowie auf der Normalen durch {\displaystyle O} liegt, erfüllen seine Koordinaten {\displaystyle (x_{1},y_{1})} die Gleichungen
{\displaystyle (x_{1}-x)y'-(y_{1}-y)=0}
{\displaystyle x_{1}+y_{1}y'=0}
Daraus ergeben sich
{\displaystyle x_{1}=-{\frac {y'(y-xy')}{1+y'^{2}}}}
und
{\displaystyle y_{1}=-{\frac {(y-xy')}{1+y'^{2}}}}.
Weiterhin lässt sich mit der Differentialrechnung {\displaystyle y_{1}'} bestimmen:
{\displaystyle y_{1}'={\frac {\mathrm {d} y_{1}}{\mathrm {d} x_{1}}}={\frac {xy'^{2}-x-2yy'}{yy'^{2}-x+2xy'}}}

## Eigenschaften

### Beispiele
Im Folgenden ist der Begriff „Kurve“ in einem erweiterten Sinn zu verstehen, z. B. soll auch ein Punkt als Kurve verstanden werden.
- Geraden

Fußpunktkurve einer Geraden ist ein Punkt: Zu jedem Punkt auf der Geraden ist die Tangente diese Gerade selbst. Es gibt genau einen Fußpunkt des Lotes der Geraden durch den Pol {\displaystyle O}.
- Kreise

Fußpunktkurve eines Kreises, dessen Mittelpunkt der Pol {\displaystyle O} ist, ist der Kreis selber. Falls der Pol vom Zentrum des Kreises verschieden ist, sind die Fußpunktkurven komplizierter.
- Punkte

Fußpunktkurve eines Punktes {\displaystyle P} ist der Kreis mit {\displaystyle {\overline {OP}}} als Durchmesser. Tangenten an einen Punkt sind alle möglichen Geraden durch diesen Punkt. Dass diese Definition Sinn ergibt, kann man sich erklären, indem Punkte als „degenerierte Kreise“ aufgefasst werden.
- Parabeln, Kegelschnitte

Fußpunktkurve einer Parabel mit dem Pol {\displaystyle O} als Brennpunkt ist die Tangente an die Parabel durch deren Scheitelpunkt. Generell werden Kegelschnitte mit dem Pol {\displaystyle O} als Brennpunkt auf Kreise, deren Durchmesser die Hauptachse des Kegelschnitts ist, abgebildet.

### Erhaltung von Linienelementen
In der Mathematik wird ein Tripel {\displaystyle (x,y,y')} als Linienelement bezeichnet. Die analytischen Formeln der Fußpunkt-Transformation zeigen, dass Linienelemente ein-eindeutig aufeinander abgebildet werden.
Berühren sich zwei Kurven (d. h., sie haben neben einem Punkt auch die Tangente gemeinsam), so berühren sich die Fußpunktkurven im Bildpunkt.

## Bedeutung
Da die Fußpunkt-Transformation Linienelemente ein-eindeutig aufeinander abbildet, lässt sie sich als „Übertragungsprinzip“ im Sinne von Klein’s Erlanger Programm nutzen: Aus gewissen Sätzen über Punkte, Geraden und Kegelschnitte lassen sich direkt Sätze über Punkte, Geraden und Kreise beweisen und umgekehrt. Einige Beispiele von Sätzen, die durch Anwenden der Fußpunkt-Transformation übertragen lassen:
| Fußpunkt-Transformation als Übertragungsprinzip                                                                                                   | |
| Sätze über Punkte, Geraden und Kegelschnitte | Sätze über Punkte, Geraden und Kreise                                                                     |
| Zwei Punkte bestimmen eine Gerade | Zwei sich schneidende Kreise, die einen Punkt gemeinsam haben, haben noch einen weiteren Punkt gemeinsam. |
| Zwei Geraden schneiden sich in einem Punkt | Drei Punkte bestimmen einen und nur einen Kreis.                                                          |
| Ein Kegelschnitt ist durch einen Brennpunkt und drei Tangenten eindeutig bestimmt.                                                                | Drei Punkte bestimmen einen und nur einen Kreis.                                                          |
| Es gibt acht Kegelschnitte mit dem gemeinsamen Brennpunkt {\displaystyle O}, die drei Kegelschnitte mit demselben gemeinsamen Brennpunkt berühren | Es gibt acht Kreise, die drei gegebene Kreise berühren.                                                   |